# Tumeur blanche du genou
 (octobre 2012).
Si vous disposez d'ouvrages ou d'articles de référence ou si vous connaissez des sites web de qualité traitant du thème abordé ici, merci de compléter l'article en donnant les références utiles à sa vérifiabilité et en les liant à la section « Notes et références ».
 Mise en garde médicale
Une « tumeur blanche du genou » est une monoarthrite subaiguë ou chronique du genou provoquée par le bacille de Koch (tuberculose articulaire).
L’évolution est volontiers torpide.
Les signes inflammatoires locaux sont discrets ou absents. On parle souvent de « tumeur blanche du genou » ou de « coxalgie » à la hanche. La clinique est superposable à celle d’une monoarthrite subaiguë dans le cadre d’un rhumatisme inflammatoire.